# Günter Ditgens
Günter Ditgens (* 10. März 1946 in München-Gladbach) ist ein deutscher Politiker (CDU). Er war von 1999 bis 2009 Bürgermeister der Stadt Wesseling.

## Ausbildung und Beruf
Ditgens besuchte in den Jahren 1952 bis 1960 die Anton-Heinen-Volksschule im damaligen München-Gladbach (ab 1960 Mönchengladbach) und arbeitete von 1960 bis 1966 als ungelernter Bauhandwerker. Danach war er als Zeitsoldat zwölf Jahre bei der Luftwaffe im In- und Ausland tätig. Nach extern erworbener Hochschulreife studierte er von 1975 bis 1979 Erwachsenenbildung an der PH Aachen. Von 1979 bis 1999 war er als selbstständiger Versicherungs- und Immobilienkaufmann tätig.

## Politische Karriere
Ditgens saß von 1975 bis 1979 für die SPD in der Gemeindevertretung Selfkant und im Kreistag Heinsberg. Im Jahr 1983 trat er aus der SPD aus. 1987 wurde er Mitglied der CDU. Ab 1994 war er Mitglied des Stadtrates Wesseling und 1. stellvertretender Bürgermeister. Im Jahr 1999 wurde er erster von den Bürgern direkt gewählter, hauptamtlicher Bürgermeister der Stadt am Rhein. In seine Amtszeit fallen u. a. die Planung und finanzielle Sicherstellung der Innenstadtentwicklung; der Bau der Rheinschule Urfeld; die Umwandlung einer innerstädtischen Industriebrache zum Rheinforum, einer großen Veranstaltungshalle mit angeschlossenem, kleinen Theater; die Verbesserung des innerstädtischen Verkehrs durch Kreisverkehrsanlagen und der Erwerb der großen Geländeflächen Eichholz und Westring zur Ausweisung von neuen Wohngebieten und Sicherstellung der weiteren Stadtentwicklung. Seine Dienstzeit endete im Jahr 2009 nach Differenzen mit der CDU und knapp verlorener Wahl als unabhängiger Kandidat.

## Privates
Aus seiner ersten Ehe stammt ein Sohn (* 1970), aus seiner zweiten Ehe eine Tochter (* 1995).